# حدیثه تهرانی
حدیثه تهرانی (زادهٔ ۲۱ آذر ۱۳۶۳ در تهران) بازیگر سینما و تلویزیون ایران است.

## فیلم‌شناسی

### سینمایی

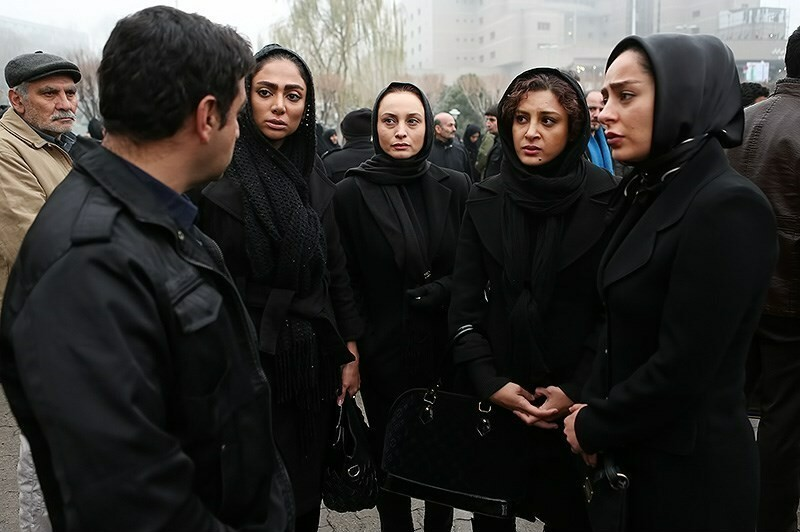
از راست سمانه پاکدل، حدیثه تهرانی و مریم کاویانی در مراسم ترحیم جان‌باختگان حادثه سریال معراجی‌ها

- پسرهای ترشیده (۱۳۸۳)
- شکلات داغ (۱۳۸۸)
- لارستان ۶:۳۰ بامداد (۱۳۹۱)
- دو ساعت بعد مهرآباد (۱۳۹۱)
- پانسیون دختران (۱۳۹۲)
- پیش شرط ازدواج (۱۳۹۲)
- وام عسل (۱۳۹۳)
- عشقولانس (۱۳۹۵)
- دریاچه ماهی (۱۳۹۵)
- زندگی خصوصی امیر (تله‌فیلم)

### مجموعه تلویزیونی
- به کجا چنین شتابان (۱۳۸۸)
- خوش‌نشین‌ها (۱۳۸۹)
- آسمان همیشه ابری نیست (۱۳۸۹)
- شاید برای شما هم اتفاق بیفتد (۱۳۹۰)
- تکیه بر باد (۱۳۹۱)
- معراجی‌ها (۱۳۹۲)
- برابر با اصل (۱۳۹۳)
- آقا و خانم سنگی (۱۳۹۴)
- دیوار شیشه ای (۱۳۹۵)
- پرواز در ارتفاع صفر (۱۳۹۶)
- وارش (۱۳۹٨)
- آقا مرتضی (۱۳۹۹)
- بیا می‌بخشیم
- آخرین شب سال
- مرثیه‌ای برای مرتضی
- شاعر و برادرش
- پنجشنبه شب
- عشق پول (۱۳۹۸)
- خراش (تله‌فیلم)
- زندگی خصوصی امیر (تله‌فیلم)
- عطسه‌های نحس (۱۳۹۰)
- وقت بزرگ شدنه (۱۳۹۲)
- آزادی مشروط (۱۴۰۱)
- ماهچراغ (۱۴۰۲)
- پشت پرده (۱۴۰۳)
- روز خون (۱۴۰۳)
- یزدان[۳] (۱۴۰۳)

## تئاتر
- میر مهنا - سیروس کهوری نژاد
- اتوپیا - آرش سنجابی